# Ceratophyllus gallinae
Ceratophyllus gallinae es una especie de ectoparásito del género Ceratophyllus, familia, Ceratophyllidae. Fue descrita por Schrank en 1803.

## Descripción
El adulto mide entre 2 y 2,5 mm (0,08 a 0,10 pulgadas) de longitud, está aplanado lateralmente y es de color marrón. Tiene un par de ojos simples, consta de probóscide para succionar sangre. Los segmentos basales de las piernas no tienen espinas.

## Distribución
Se distribuye por Reino Unido, Irlanda, Estados Unidos, Francia, Portugal, Finlandia, Chequia, Canadá, Suecia, Noruega, Eslovenia, Alemania, Países Bajos y Ucrania.

## Ecología
Aunque muchas especies de pulgas necesitan ingerir sangre antes de poder copular, ese no es el caso de Ceratophyllus gallinae. Al igual que con otras pulgas, el ciclo de vida consta de huevos, estadios larvarios, estadios de pupa y estadios adultos. Las larvas tienen mandíbulas y sólo las pulgas adultas son capaces de morder al huésped. En condiciones óptimas de temperatura y humedad, los adultos pueden salir del capullo en 23 días. La cantidad de generaciones que hay en el año depende de cuántas nidadas críe su ave huésped. Las pulgas suelen sufrir una metamorfosis y pasar el invierno como adultos preemergentes. Estos están completamente formados dentro del capullo y emergen cuando ocurren ciertos estímulos; Los estímulos adecuados son la vibración, el calor o niveles elevados de dióxido de carbono.
Estas pulgas generalmente entran en contacto con su huésped saltando. Se sabe que el salto se inicia cuando se reduce la intensidad de la luz. El huésped se infecta durante la primavera, cuando busca alimento en el suelo. Las pulgas de C. gallinae que se encuentran en los nidos suelen desarrollar una temporada de reproducción definida, que coincide con la de su huésped. A esto se asocia su capacidad para sobrevivir lejos del huésped. Ha sido recolectada a menudo lejos de su huésped o de su nido, bajo la corteza, en grietas o entre hojas, donde ayuna durante un período indeterminado.
El mayor número de ejemplares reportado en el nido de un solo pájaro fue de 5754 pulgas, en un nido de Periparus ater (carbonero garrapino).